# Fred Kelly
Frederick („Fred“) Warren Kelly (12. září 1891 Beaumont, Kalifornie – 7. května 1974 Medford, Oregon) byl americký atlet, sprinter, olympijský vítěz v běhu na 110 metrů překážek z roku 1912.

## Sportovní kariéra
Jako student University of Southern California se kvalifikoval do týmu USA v běhu na 110 metrů překážek na olympiádu ve Stockholmu v roce 1912. Zde se nejprve dostal do finále, kde zvítězil časem 15,1. Byl mistrem USA v běhu na 120 yardů překážek v roce 1913 a vicemistrem v této disciplíně v letech 1916 a 1919. Po skončení sportovní kariéry pracoval jako pilot u společnosti Western Airlines.